# Unutulmaz

Unutulmaz (en español: Inolvidable) es una serie de televisión turca de 2009, producida por Stil Medya y emitida por ATV.

## Trama
Harun es un hombre rico y poderoso que, mientras está de vacaciones antes de su casamiento e impulsado por el alcohol, tiene un breve romance con Eda, la mujer más extraordinaria que ha conocido en su vida. A pesar de que juró jamás volver a verla, los amantes se encuentran cara a cara en la fiesta de compromiso de Harun y Melda, la hermana de Eda.

## Reparto
- Serhan Yavaş como Harun Arslanlı.
- Sinem Öztufan como Melda Güler.
- Özlem Yılmaz como Eda Güler.
- Fikret Hakan como Feyyaz Arslanlı.
- Deniz Göçer como Saadet.
- Aliye Uzunatağan como Türkan.
- Ahmet Uz como Cemil Güler.
- Buğra Gülsoy como Tolga Altınsoy.
- Hakan Vanlı como Burak.
- Aylin Arasıl como Işıl.
- Mert Yavuzcan como Batu.
- Roksen Lülü como Seval.
- Didem Yalınay como Ferda.
- Hüseyin Erkanlı como Metin.
- Gül Tunççekiç como Mesude.
- Anıl Çelik como Kerem Güler.
- Deniz Kurt como Gülay.
- Gazi Şeker como Uğur.
- Ayça Şahin como Sinem.
- Ayla Algan como Hayat.
- Ceren Çanakçı como Gözde.
- Özlem Karataş como Burcu.
- Burak Güneş como Can.
- Gözde Mukavelat como Nisa.
- Sema Mumcu como Ece.
- Nihat Alptuğ Altınkaya como Aras.
- Irmak Ceren Öztürk como Yağmur.
- Semra Dinçer como Nazan.
- Ilayda Su Sungar
- Tuğba Melis Türk como Irmak.

## Temporadas
| Temporada | Temporada | Episodios | Rango de episodios | Emisión original      | Emisión original    |
| Temporada | Temporada | Episodios | Rango de episodios | Inicio                | Final               |
| --------- | --------- | --------- | ------------------ | --------------------- | ------------------- |
|           | 1         | 53        | 1 - 53             | 1 de julio de 2009    | 14 de julio de 2010 |
|           | 2         | 37        | 54 - 90            | 13 de octubre de 2010 | 29 de junio de 2011 |